# Liste der Wahlbezirke im Kronland Vorarlberg
Diese Liste der Wahlbezirke in Vorarlberg listet alle Wahlbezirke im Kronland Vorarlberg für die Wahlen des Österreichischen Abgeordnetenhauses auf. Die Wahlbezirke bestanden zwischen 1907 und 1918.

## Geschichte
Nachdem der Reichsrat im Herbst 1906 das allgemeine, gleiche, geheime und direkte Männerwahlrecht beschlossen hatte, wurde mit 26. Jänner 1907 die große Wahlrechtsreform durch Sanktionierung von Kaiser Franz Joseph I. gültig. Mit der neuen Reichsratswahlordnung schuf man insgesamt 480 Wahlbezirke mit in der Regel je einem zu wählenden Abgeordneten, der durch Direktwahl gegebenenfalls mit Stichwahl bestimmt wurde. In Vorarlberg hatten vor der Abschaffung des Klassenwahlrechts vier Wahlkreise bestanden, wobei die Landgemeinden zwei Abgeordnete und die Städte gemeinsam mit der Handels- und Gewerbekammer in Feldkirch ebenso wie Allgemeine Wählerklasse je einen Abgeordneten entsandten. Mit der Einführung des allgemeinen Männerwahlrechts wurden in Vorarlberg neuerlich vier Wahlbezirke geschaffen, die sich auf sogenannte Städtewahlkreise und drei Landgemeindenwahlkreise verteilten. Der Stadtwahlkreis Vorarlberg 1 umfasste dabei die Städte Bregenz, Bludenz, Dornbirn und Feldkirch, die Landgemeindewahlkreise setzten sich demgegenüber aus einer gewissen Anzahl von Gerichtsbezirken zusammen ohne diese Städte zusammen.
Auf Grund der vergleichbar einheitlichen, ländlichen Bevölkerung Vorarlbergs konnte die Christlichsoziale Partei bei den Wahlen 1907 und 1911 in vier bzw. drei Wahlbezirken die Mehrheit erreichen. Lediglich der Deutschen Volkspartei gelang es 1911 den Stadtwahlbezirk zu erobern.

## Wahlbezirke
| Nr.:           | Nummer des Wahlkreises mit Link zum Wahlbezirksartikel |
| Wahlbezirktyp: | Angabe, ob es sich um einen Städtewahlkreis oder Landgemeindenwahlkreis handelt |
| Region:        | Städte oder Gerichtsbezirke, die zum Wahlbezirk gehören. Die Landgemeindewahlkreise umfassen die angegebenen Gerichtsbezirke ohne die im Wahlbezirken 1 enthaltenen Städte und Ortschaften |
| WB:            | Anzahl der Wahlberechtigten bei der Reichsratswahl 1911 |
| Partei 1907:   | Parteizugehörigkeit des Abgeordneten des Wahlbezirks bezogen auf die Reichsratswahl 1907, CS=Christlichsoziale Partei, DVP=Deutsche Volkspartei                                            |
| Partei 1911:   | Parteizugehörigkeit des Abgeordneten des Wahlbezirks bezogen auf die Reichsratswahl 1911                                                                                                   |

| Nr. | Wahlbezirktyp          | Region                                 | WB   | Partei 1907 | Partei 1911 |
| --- | ---------------------- | -------------------------------------- | ---- | ----------- | ----------- |
| 1   | Stadtwahlkreis         | Bregenz, Dornbirn, Feldkirch, Bludenz  | 6442 | CS          | DVP         |
| 2   | Landgemeindenwahlkreis | Gerichtsbezirke Bregenz, Bregenzerwald | 8494 | CS          | CS          |
| 3   | Landgemeindenwahlkreis | Gerichtsbezirke Feldkirch, Dornbirn    | 9721 | CS          | CS          |
| 4   | Landgemeindenwahlkreis | Gerichtsbezirke Bludenz, Montafon      | 4388 | CS          | CS          |